# Skotská kuchyně

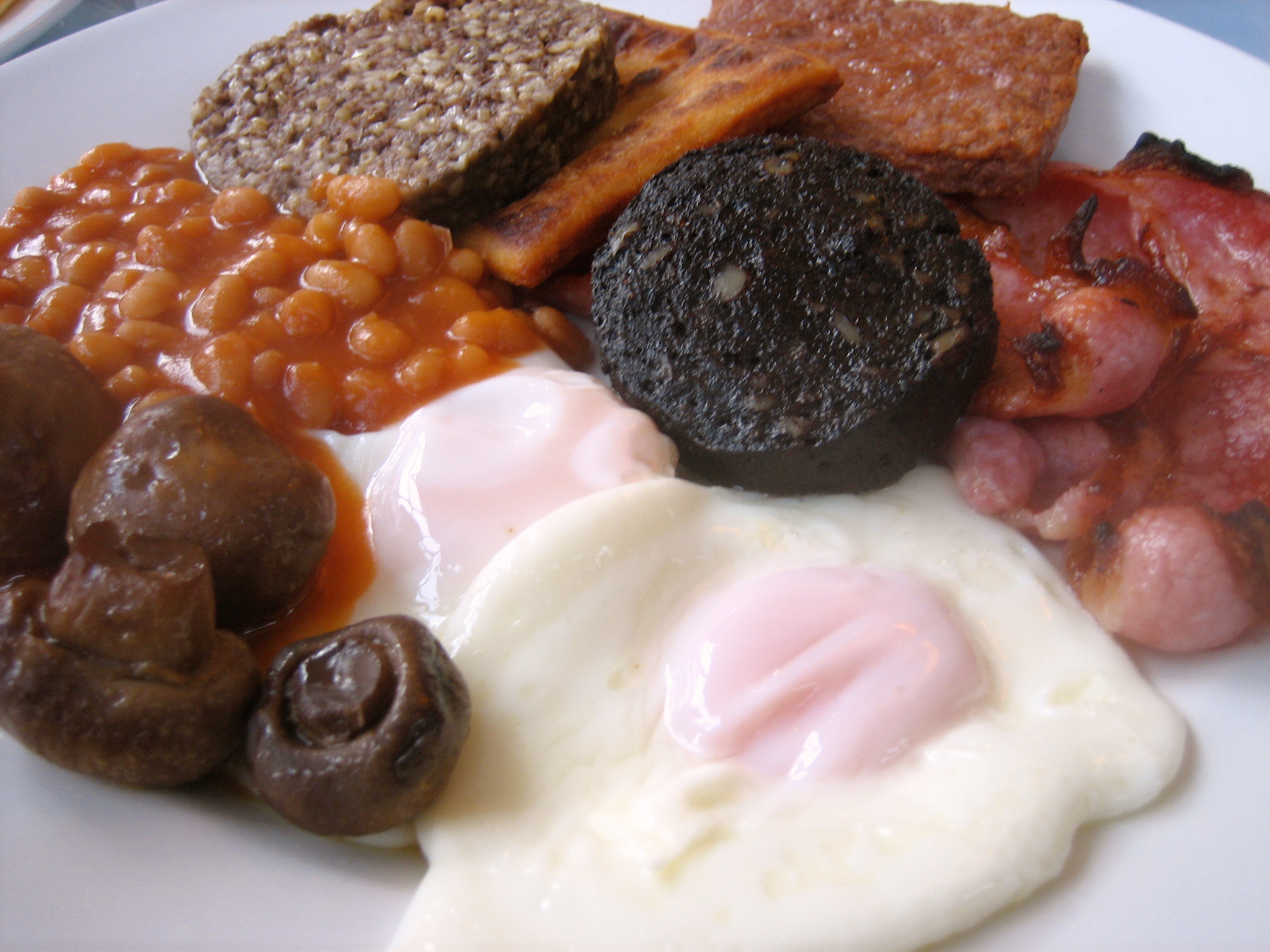
Skotská snídaně - vajíčka, slanina, fazole, haggis, houby

Skotská kuchyně (anglicky: Scottish cuisine) je soubor tradičních jídel a postupů při vaření specifických pro Skotsko. Má výrazné vlastní rysy, ale také sdílí mnoho s britskou kuchyní v důsledku zahraničních i místních vlivů ze starověku, středověku i novověku.
Skotsko oplývá množstvím zvěřiny, ryb, ovoce (hlavně lesních plodů) a zeleniny, které se hojně využívají v tradiční skotské kuchyni. Mnoho běžných skotských jídel je však bohatých na tuk, což přispívá k velkému množství srdečních chorob a obezitě v zemi. I přesto zažívá skotská kuchyně renesanci. V roce 2009 vlastnilo čtrnáct místních restaurací které podávaly tradiční nebo fusion kuchyni hvězdu Michelin.
K typickým skotským jídlům patří haggis, který je i skotským národním jídlem. K typickým nápojům patří skotská whisky.

## Ingredience
Tradiční skotská kuchyně je založena hlavně na místní produkci. Z obilnin se zde nejvíce konzumuje oves, který se ve Skotsku hojně pěstuje. Z masa se nejvíce využívá masa ovcí, dále také hovězího, vepřového, drůbežího a také zvěřiny, které je ve Skotsku dostatek. Z masa připravují Skotové mnoho druhů klobás, do kterých často přidávají (kromě masa) ovesné vločky. Kromě toho se často konzumuje maso ryb. Řeky Tay a Tweed jsou důležité pro říční rybolov - hlavně lov lososů. Z mořských ryb se loví hlavně tresky a platýsi. Pro Skotsko jsou také typické různé lesní plody (maliny, jahody, borůvky) ze kterých Skotové připravují džemy a marmelády.  Ze zeleniny se zde nejvíce konzumují brambory, zelí, tuřín, cibule a vodnice.

## Tradiční pokrmy

### Maso
- Haggis - skotský národní pokrm který se připravuje z ovčích vnitřností, tuku, cibule, ovesných vloček a koření. Směs těchto ingrediencí se vaří v ovčím žaludku. Hotový haggis se podává s bramborami či tuřínem.
- Scotch pie - malé koláčky plněné nejčastěji jehněčím masem. [2]
- Sliced sausage - mleté hovězí nebo vepřové maso nakrájené na čtvercové plátky, které se smaží, fritují či grilují. [3]
- Skirlie - nádivka z mletého drůbežího masa, ovesných vloček a cibule. [4]

### Zelenina
- Rumbledethumps - v troubě zapečená směs šťouchaných brambor, cibule a zelí ochucená solí a pepřem.[5]
- Clapshot - jedná se o rozmačkané brambory s vodnicí, máslem či sádlem ochucené pepřem, solí a pažitkou. Podává se s haggisem nebo ovesnými plackami oatcakes. [6]

### Pečivo
- Bannock - velký, plochý, kulatý chléb.
- Oatcake - placka z ovesných vloček a mouky. Dříve se jedly jako příloha k polévkám nebo jídlům z masa, dnes se nejčastěji jí k snídani. [7]
- Scone - malé kousky pečiva často podávané k čaji.

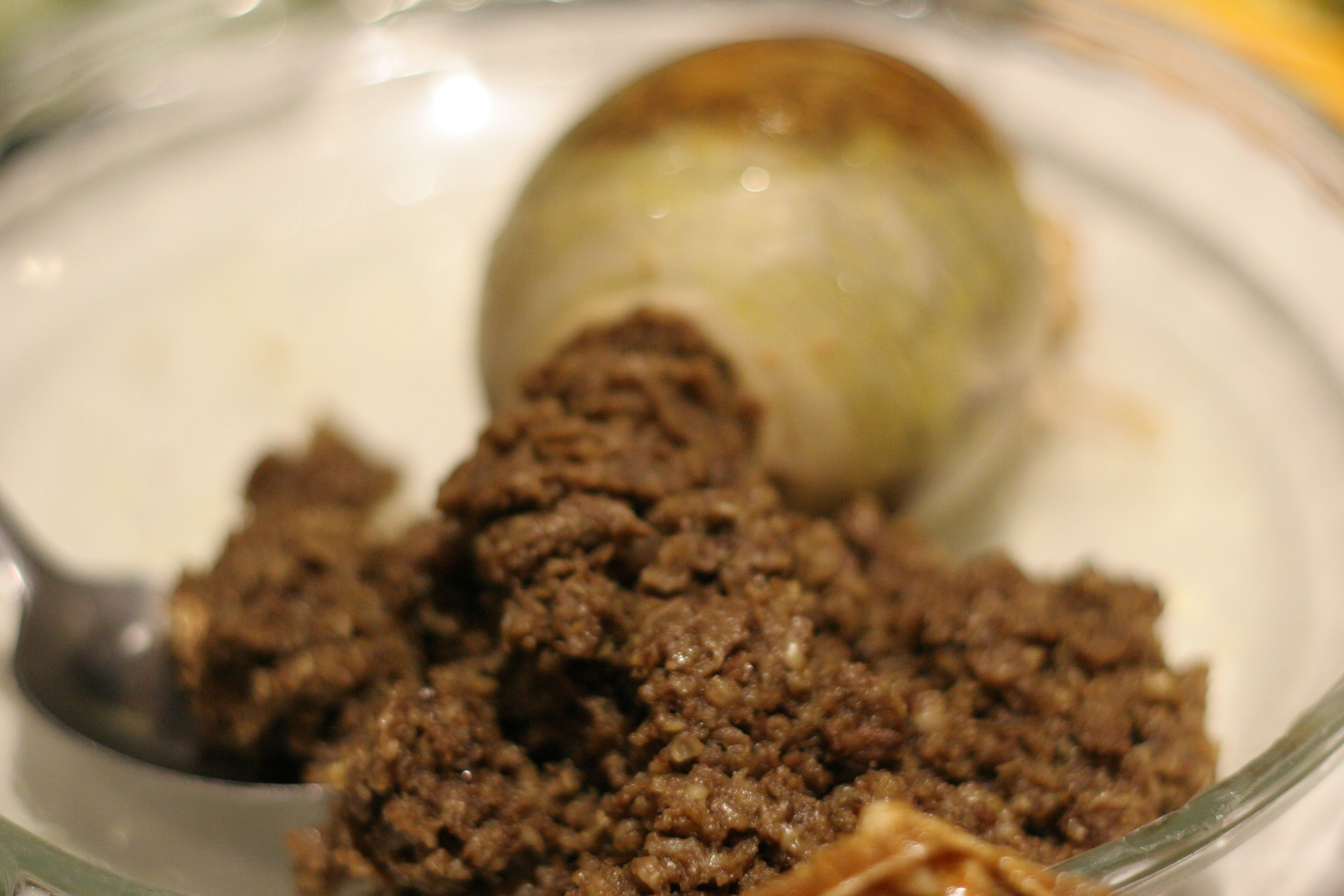
tradiční skotský haggis
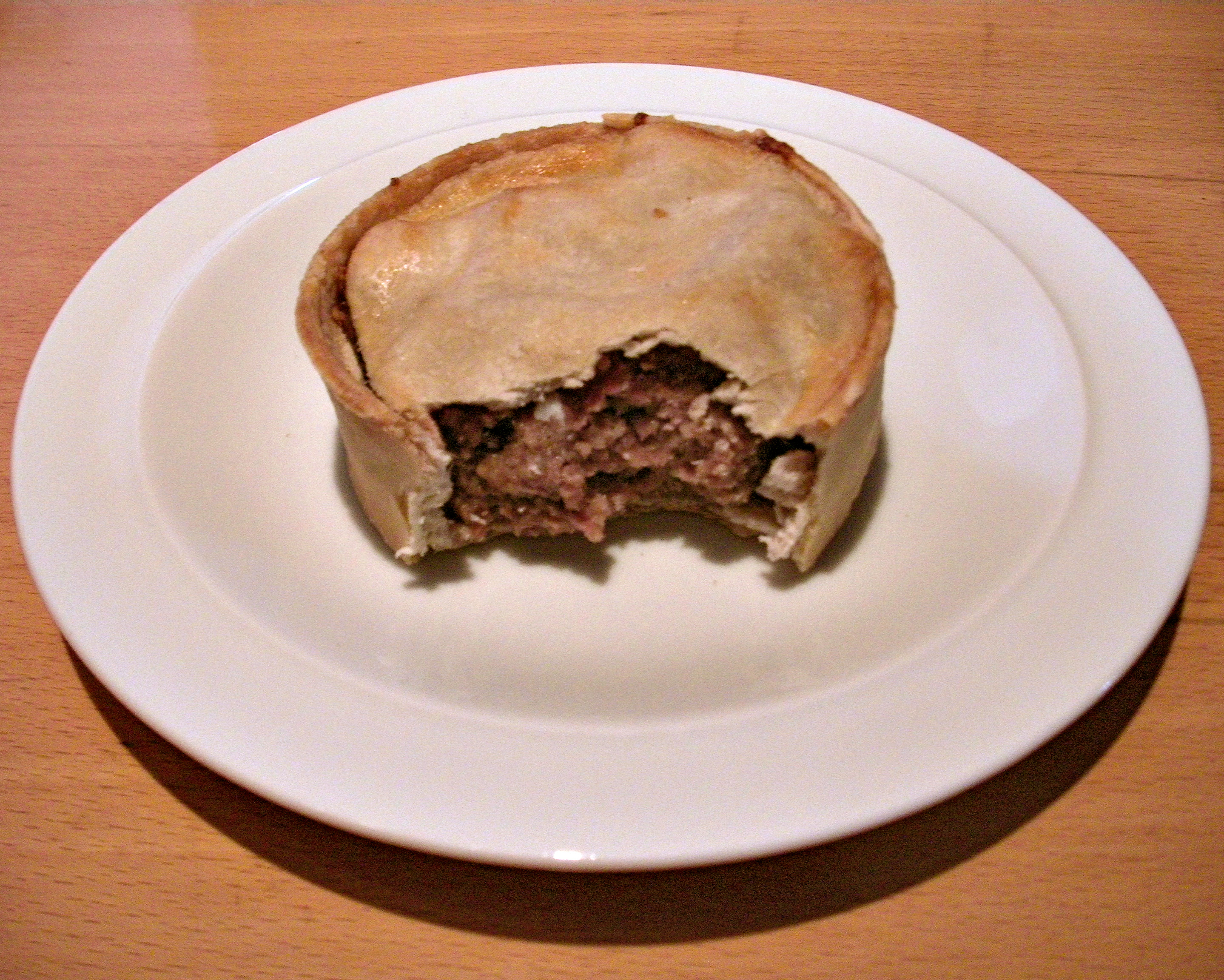
scotch pie, koláček plněný masem
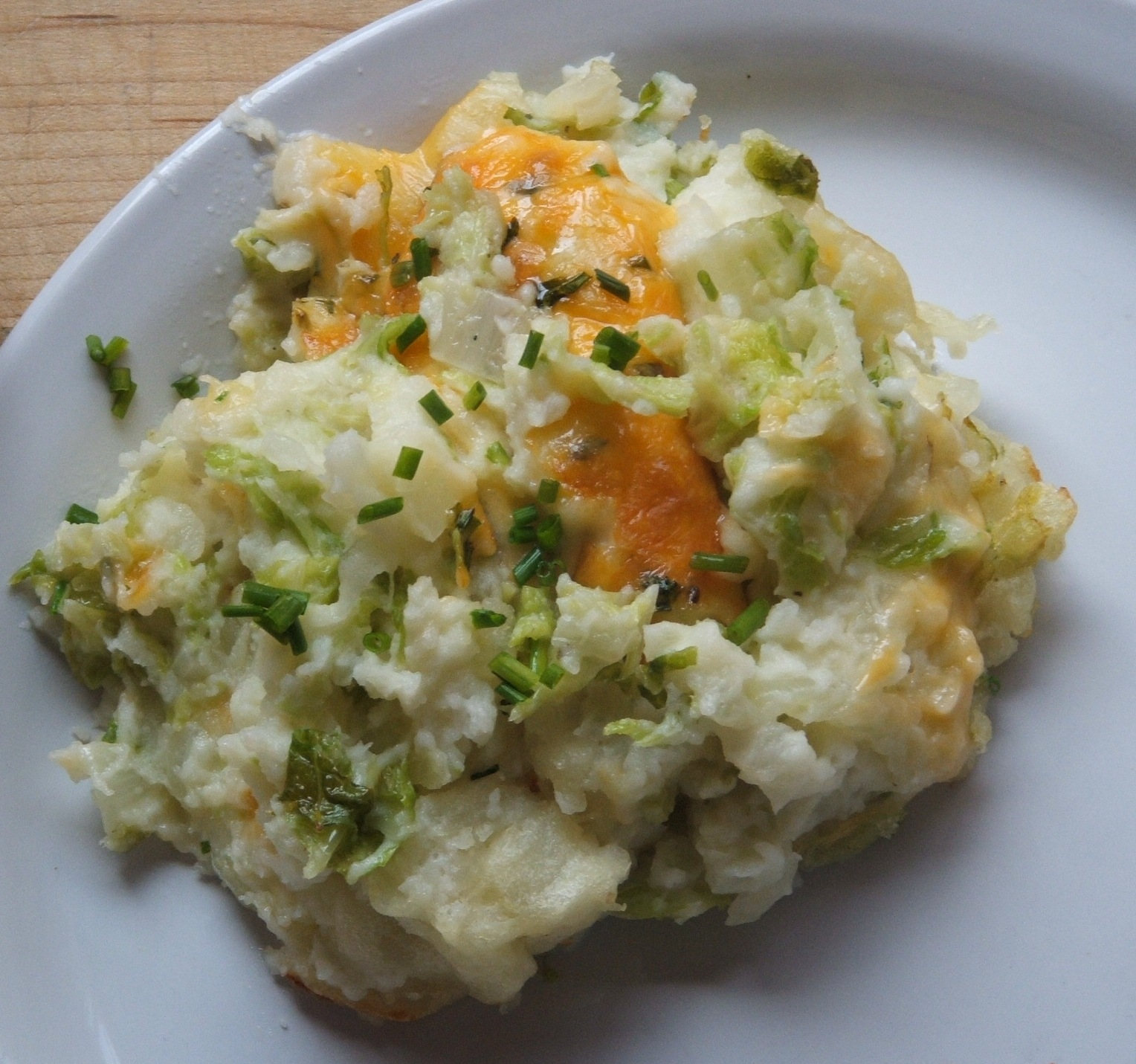
zapečené brambory, cibule a zelí rumbledethumps
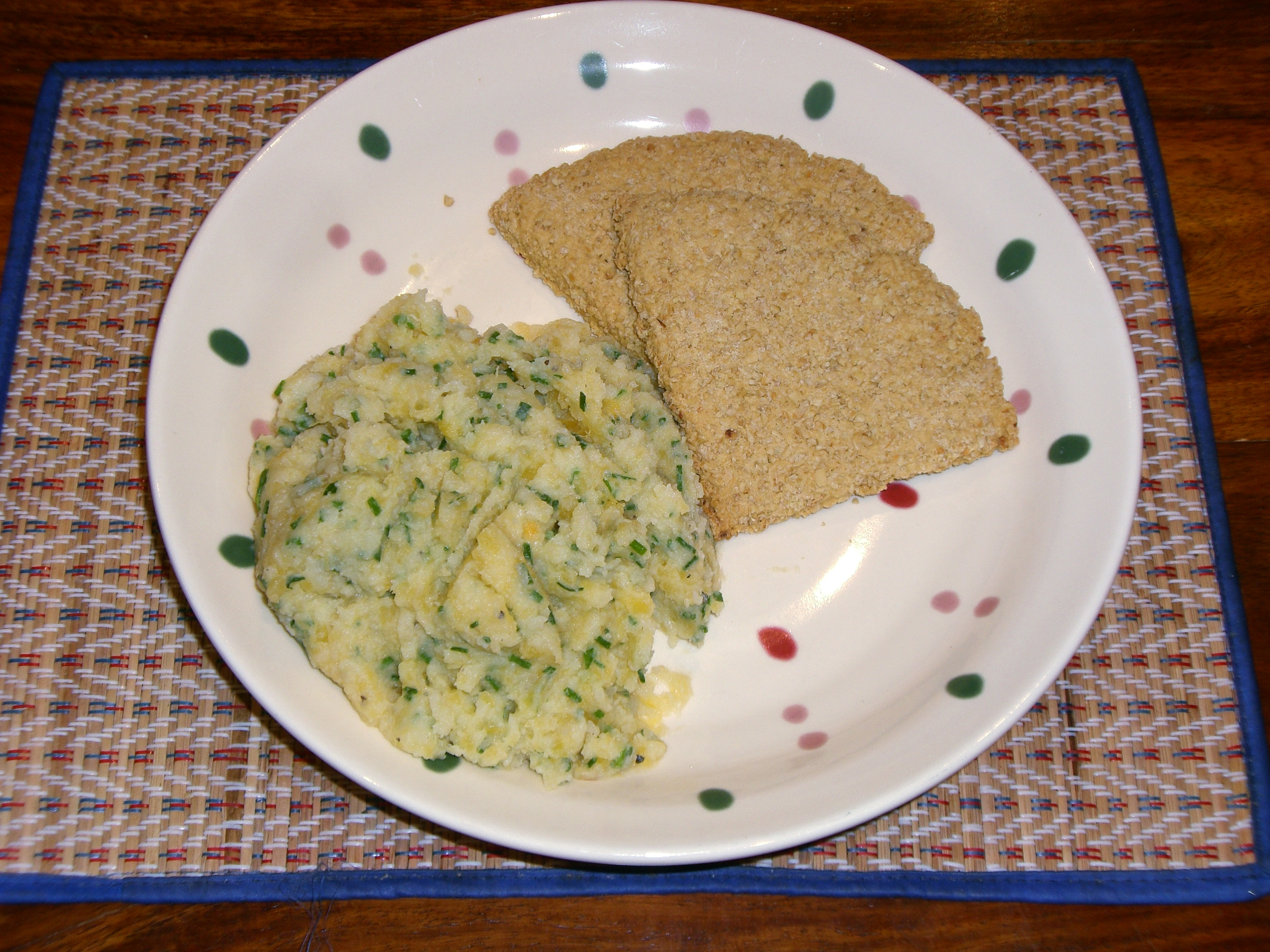
směs brambor a vodnice clapshot a ovesná placka oatcake
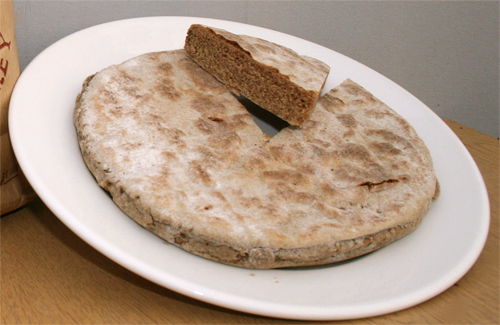
skotský chléb bannock
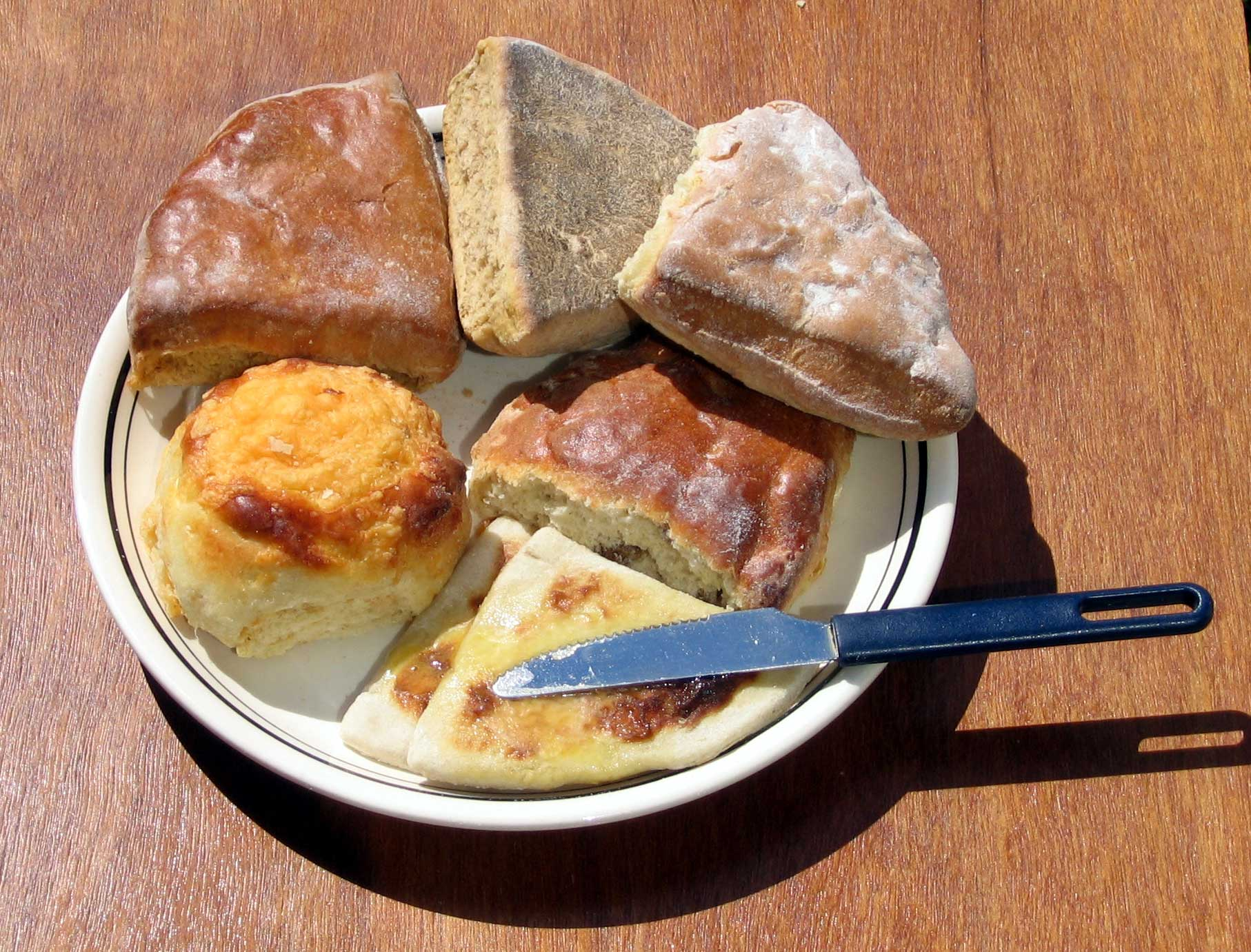
různé druhy skotských scone

### Skotská snídaně
Skotská snídaně (anglicky: Full scottish breakfast) je obdoba anglické snídaně. Zahrnuje jak jídla typická pro anglickou snídani, tak i typická skotská jídla a potraviny. K nim se většinou pije černý čaj nebo pomerančový džus. 
Jídla, které skotská snídaně zahrnuje:
- smažená slanina
- smažená vajíčka
- klobásy
- fazole
- smažené houby
- smažený haggis
- grilovaná rajčata
- ovesná kaše (porridge)
- toast
- ovesná placka (oatcake)
- kousky pečiva (scone)
- džem[8]